# Udvojene samarice
Udvojene samarice su vrsta teretnog uređaja koji se upotrebljavao uglavnom na brodovima za prekrcaj generalnog tereta. Kako se danas generalni teret na brodovima sve manje vozi (uglavnom je pakiran u spremnike - kontejnere), tako je i ovaj sustav gotovo nestao s brodova. Svoju najveću primjenu imao je šezdesetih i sedamdesetih godina prošlog stoljeća, dakle prije pojave kontejnerizacije.

## Izvedba sustava
Cijeli sustav je razvijen iz osnovnog sustava samarice s osnovnom zamisli da ubrza rukovanje teretom i time skrati vrijeme stajanja broda u luci. Umjesto jedne samarice smještene u simetrali broda, ovaj sustav je imao dvije samarice, svaka pomaknuta od simetrale prema boku broda. Time se omogućavalo da prilikom pretovara, samarica prema obali (koja se u tom slučaju zvala vanjska samarica) izbaci teret dalje nego kada se iskrcavalo sustavom s jednom samaricom.
Sustav se sastoji od velikog broja zasebnih vitala što loše utječe na cijenu sustava. Svaka samarica ima svoje vitlo i čelik čelo koje nose (drže) samaricu, a također je i namještaju po visini. To uže (roza boje-broj 2) se naziva uzda (ili klobučnica), iako se taj izraz nikada nije upotrebljavao na brodovima, gdje se uvijek nazivalo gondolijera. Svaka samarica ima po jednu vezu boka broda i vrha samarice (crnom bojom na crtežu-oznaka broj 7), koja je često također imala vitlo za rukovanje. Ovo čelično uže ili čelik-čelo se naziva brk (na brodovima je prisutan izraz sinjalet) i služi za pomicanje samarice od centra prema vanjskom dijelu broda. Unutarnji brk (na brodovima je bio izraz španjola) služi kao veza između dvije samarice (plava boja na crtežu ili broj 3), te pokreće samarice jednu ka drugoj (tj. prema unutra). I unutarnji brk, kao i ostala čelik čela ima vitlo za rukovanje. Ovome treba pribrojiti i po jedno teretno vitlo na koje je spojeno teretno uže(ili manat na brodu) samarice (zelenom bojom na crtežu ili broj 1), čime se dobiva zbroj od sedam vitla potrebnih za rad udvojene samarice.

### Kako rade udvojene samarice
Teretno uže i jedne i druge samarice je spojeno na istu teretnu kuku, tako da je pomiče rad teretnog vitla obiju samarica.
Unutarnja samarica se postavlja u položaj iznad grotla brodskog skladišta, a vanjska se postavlja iznad obale, poviše prostora na kojem će se vršiti manipulacija teretom. ovim postupkom cijeli uređaj je doveden u poziciju za rad, a daljnje rukovanje teretom se vrši samo radom teretnog vitla na obje samarice
Iskrcaj tereta iz skladišta se odvija na sljedeći način:
-kuka se nalazi ispod unutarnje samarice, otprilike direktno poviše tereta u skladištu
-teret se okači na teretnu kuku
-unutarnja samarica započinje prikupljanje čelik čela teretnim vitlom, tj. podizati teret. Vanjska samarica također prikuplja, ali njeno čelik čelo je olabavljeno, tako da ne utječe na rad sustava, već samo prati podizanje
-kada je teret podignut skoro do ruba grotla, vitlo unutarnje samarice staje s radom, a vanjske nastavlja. Sada teret lagano nastavlčja podizanje, ali istovremeno započinje putovanje prema vanjskoj samarici
-u trenutku postizanja dovoljne visine, teretno vitlo unutarnje samarice započinje otpuštanje, dok vanjska samarica i dalje prikuplja. Teret sada samo putuje bočno, ne mijenjajući visinu
-kada se teret nađe van broda vanjska samarica usporava (ili zaustavlja), a unutarnja nastavlja otpuštanje. Teret se giba i dalje prema vanjskoj samarici uz istovremeno spuštanje
-kada je teret ostao cijelom težinom na vanjskoj samarici, njeno teretno vitlo preuzima spuštanje, a unutarnja samarica samo prati

## Karakteristike rada
Udvojene samarice imaju brzinu pretovara mnogo veću od samarice, oko 3 puta (čak i do 5), što se postiže radom samo teretnim vitlima koja su mnogo brža od ostalih. Njihanja tereta gotovo da i nema, a teret se uvijek dostavlja u istu točku. problem je veliki broj uređaja, a samim time i cijena izvedbe koja je znatno skuplja od izvedbe obične samarice. Također, svaka samarica mora biti dimenzionirana na ukupno opterećenje sustava što je još jedan čimbenik u poskupljenju sustava.

## Upotreba danas
Danas se udvojene samarice sreću vrlo rijetko, ugrađuju se samo ponegdje i to kao dizalice ta hranu (iako su i tu zamijenjene novijim rješenjima) ili kao dizalice za dizanje crijeva za krcanje goriva.